# Jes Christophersen
Jes Christophersen (* 19. Mai 1826 in Kälberhagen (Mohrkirchosterholz); † 15. August 1901 ebenda) war ein deutscher Politiker.

## Leben und Wirken
Jes Christophersen war ein Sohn des gleichnamigen Vaters (* 1786) und dessen Ehefrau Cäcilie Elisabeth, geborene Lassen. Die Vorfahren väterlicherseits lebten seit vielen Jahren in Angeln. Die Mutter stammte aus einer ebenfalls dort ansässigen Bauernfamilie.
Christophersen verbrachte Kindheit und Jugend in einfachen Verhältnissen. Er ging auf die Volksschule in Mohrkirchosterholz und danach auf eine Privatschule des Theologiekandidaten Hoeck. Anschließend lernte er im landwirtschaftlichen Unternehmen seines Vaters. Bereits während der Kindheit befreundete er sich eng mit Peter Jensen aus Ausacker, der 1876 für den Wahlkreis Flensburg in den Preußischen Landtag einzog. Da die Eltern auf ihrem Hof die Arbeitskraft ihres einzigen erwachsenen Sohnes benötigten, untersagten sie ihm 1848, als Freiwilliger in den Dienst der Schleswig-Holsteinischen Armee zu treten. Nach 1851 leistete er Dienst in der dänischen Armee und kaufte sich später gegen einen Ersatzmann frei.
Christophersen arbeitete als Sand- und Rechnungsmann. Später stand er der Gemeinde vor und gründete die Boeler Spar- und Leihkasse. In seinem Kirchspiel leitete er die Bonitierungsarbeiten. Außerdem arbeitete er als Kommissar der Landesbrandkasse. Von Anfang der 1870er Jahre bis Lebensende gehörte er dem Kreistag und dem Provinziallandtag an.
Als Politiker wirkte Christophersen nicht nur regional. In den 1860er Jahren wandte er sich vom Schleswig-Holsteinismus ab und Preußen zu. Als Mitglied der Freikonservativen Partei wählten ihn die Bürger des Wahlkreises Schleswig mit deutlicher Mehrheit in den Preußischen Landtag. Dort engagierte er sich als renommierter Experte insbesondere in der Agrarkommission und der Kommission für die Ordnung der Landgemeinden. Bei den Wahlen 1890 und 1898 trat er erfolglos zu den Reichstagswahlen an.
Im Landtag trat Christophersen als häufiger Redner hervor. Seine Beiträge galten als sachlich und überzeugend, wenngleich nicht exzellent. Am 14. Oktober 1882 formulierte er in einem Wahlaufruf seine politische Agenda mit der „Festigung des Reiches, Steuerreform, Verstaatlichung der Eisenbahn, Gewerbefreiheit...“ 
Bekannt machten Christophersen zwei von ihm hartnäckig verfolgte und durchgesetzte Anträge:
- 1886 konnte er eine Reform der Städtefinanzen erreichen, die bspw. den Etat der Stadt Schleswig um 150.000 Mark erhöhte.
- 1889 verhinderte er in zweiter Lesung bei 169 zu 127 Stimmen eine Teilung Schleswig-Holsteins in zwei Regierungsbezirke.

Außerdem unterstützte er sehr den Bau der Eisenbahn von Kiel nach Flensburg.
Jes Christophersen war seit 1854 verheiratet mit Anna Margarethe Thomsen (* 1828) aus Mohrkirchosterholz.